# Honeymoon (álbum de Beach Bunny)
Honeymoon  es el primer álbum debut y álbum de estudio de la banda estadounidense de rock: Beach Bunny, Lanzado en inicios de 2020.
El álbum es conocido por los sencillos "Dream Boy", "Cuffing Season" y "Cloud 9" que este sencillo tuvo una versión remix y colaboración con el grupo canadiense: Tegan and Sara.
El álbum fue recibido con buenas críticas por sitios como Pitchfork, Allmusic, entre otros.

## Sonido
El sonido del álbum predomina en el pop rock, pop punk, punk rock, indie pop, indie rock, rock alternativo, garage rock y el power pop, con una influencia del surf rock y de grupos del rock de la década de 2000.

## Lista de canciones
Todas las canciones escritas y compuestas por Lili Trifilio. 
| Honeymoon |                  |          |  |
| N.º       | Título           | Duración |  |
| 1.        | «Promises»       | 03:51    |  |
| 2.        | «Cuffing Season» | 02:58    |  |
| 3.        | «April»          | 03:18    |  |
| 4.        | «Rearview»       | 02:48    |  |
| 5.        | «Ms. California» | 02:52    |  |
| 6.        | «Colorblind»     | 02:25    |  |
| 7.        | «Racetrack»      | 02:00    |  |
| 8.        | «Dream Boy»      | 02:21    |  |
| 9.        | «Cloud 9»        | 02:27    |  |
| 25:00     |                  |          |  |

En la versión japonesa del álbum se encuentra el sencillo extra "Dream Boy" en su versión demo.

## Personal
Todos los sencillos fueron compuestos por Lili Trifilio y las composiciones fueron realizadas por todos los miembros durante la realización del álbum.
- Lili Trifilio - vocal, guitarra, piano
- Matt Henkels - guitarra
- Anthony Vaccaro - bajo
- Jon Alvarado - batería

### Personal adicional
- Joe Reinhart - producción, ingeniero de sonido, masterización
- Ryan Schwabe - mezcla y masterizacion
- TJ de Blois - prueba de batería
- Chris Hoffer - colaborador en varias secciones del álbum
- NY - diseño